# Kaheim Dixon
Kaheim Dixon (Trenchtown, Kingston, 4 de octubre de 2004) es un futbolista jamaicano que juega como delantero en el Crawley Town F. C. de la League Two.

## Selección nacional
Dixon jugó con la selección de Jamaica el 22 de marzo de 2024 en la semifinal de la Liga de Naciones Concacaf 2023-24 contra Estados Unidos.

### Participaciones en Copas América
| Torneo            | Sede           | Resultado    | Partidos | Goles |
| ----------------- | -------------- | ------------ | -------- | ----- |
| Copa América 2024 | Estados Unidos | Primera fase | 3        | 0     |